# Dipterygina kebeae
Dipterygina kebeae là một loài bướm đêm trong họ Noctuidae.